# Dicya dicaea
Espèce
Dicya dicaea est une espèce de lépidoptères (papillons) de la famille des Lycaenidae, sous-famille des Theclinae et du genre Dicya.

## Dénomination
Dicya dicaea a été décrit par William Chapman Hewitson en 1874, sous le nom initial de Thecla dicaea.
Synonymes : Thecla farmina Schaus, 1902; Thecla elegans Lathy, 1936.

### Nom vernaculaire
Dicya dicaea se nomme Dicaea Hairstreak en anglais.

## Description
Dicya dicaea est un petit papillon aux antennes et aux pattes annelées de blanc et de noir, avec deux fines queues, une longue et courte à chaque aile postérieure.
Le dessus est bleu clair à bleu-vert métallisé bordé de marron.
Le revers est blanc crème, orné aux ailes antérieures d'une ligne postdiscale orange et aux ailes postérieures d'une ligne postdiscale de taches rouge, avec, deux ocelles rouge pupillés de noir entre les deux queues et à l'angle anal.

## Écologie et distribution
Dicya dicaea est présent au Brésil et au Paraguay.

### Protection
Pas de statut de protection particulier.